# Jetissú

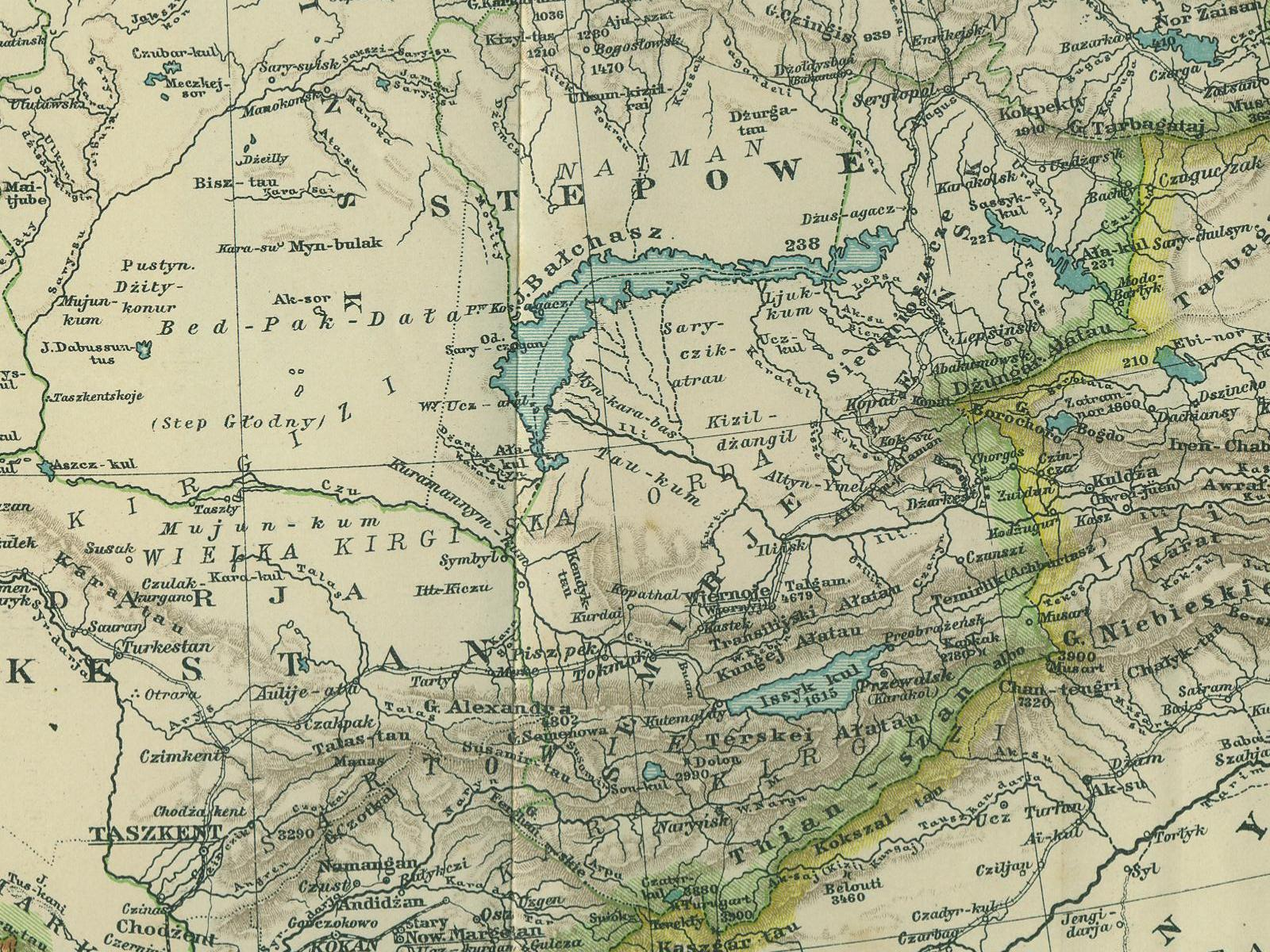
Mapa polonès del Yeti Su o Semirétxie on es mostren tant l'oblast de Semirétxie (Semirjeczeńsk en polonès) con les terres veïnes; també s'assenyala una regió històrica més petita anomenada Siedmiorzecze (traducció polonesa del rus "Semirétxie", equivalent a Zhetysu propi) al sud-est del llac Balkhash

Jetissú, «set rius», o literalment «set aigües», és un nom medieval turc avui recuperat en kazakh que designa el «país dels set rius», anomenat pels russos Semirétxie. El formaven les terres al nord de Transoxiana des del llac Issik Kul fins al llac Balkhaix. Encara que el nombre de rius és superior, el nom de "set" se li dona pels set principals (Txu, Ili, Karatal, Bien, Aksu, Lepsa i Ajagus). El riu principal és el Txu, que forma el límit occidental, el qual mor al desert al nord-est del curs mitja del Sirdarià; els altres rius desaigüen al Balkhash com l'Ili (nascut a Jungària) que corre passant per Kuldjha cap al país de Yeti Su o Semirétxie fins al llac. El tercer riu més important és el Karatal, que neix al nord del Tien Shan i al nord de l'Ili; l'Aksu (Akhsú) i els altres neixen més al nord a les muntanyes de l'Alatau. Modernament el país històric ocupa el sud-est del Kazakhstan (província d'Almati) i una part menor al nord del Kirguizstan. La regió administrativa (oblast) de Semirétxie (Семиреченская область), dins l'Imperi Rus incloïa la regió històrica i algunes zones adjacents.

## Història
Al segle II les fonts xineses diuen que el país estava en mans dels nòmades Wu-sun al nord del qual, al Irtix i la Jungària, vivien els hsiung-nu (huns). Amb la dissolució de la confederació dels hsiung-nu al segle iv van sorgir els juanjuan que van dominar el Yeti Su. A l'inici del segle VII el pelegrí Huien-Tsang (Xuan-zang) hi va trobar una població estable amb nombroses viles i una agricultura pròspera, que comerciava amb colons sogdians; el país era maniqueu (i hi havia alguns cristians nestorians segons han demostrat algunes tombes trobades modernament). En aquesta època van predominar els turcs (Kanat dels Turcs) i després els turcs occidentals, però el seu imperi es va enfonsar a la meitat del segle viii, i l'anarquia va afavorir la penetració musulmana fins a la batalla del Talas (751).
Els nòmades turcs van consolidar la seva presència i control del país de Yeti Su: els karluks van ocupar el 766 l'antiga capital dels turgesh o turcs, la ciutat de Suyab, al nord del riu Txu. Al segle X els karluks turcs dominaven encara la regió i entre ells havia començat a penetrar l'islam; altres grups turcs com els toghuzghuz, els čigil i els tukhsi (refractaris a l'islam) són testimoniats a la regió pels geògrafs àrabs. És en aquest temps quan s'esmenten poblacions d'importància com Barskhan a la riba del llac Issik Kul, o Balasagun, en algun lloc de la vall del Txu; aquesta darrera havia esdevingut musulmana però el 940 fou ocupada per turcs pagans, probablement els karakhànides (que en aquell temps eren encara pagans, cosa que va canviar una generació després). Els karakhànides van emprar el Yeti Su com a base per ocupar Transoxiana a costa dels samànides als inicis del segle xi. A la primera part del segle xi Ahmad Toghan Khan, germà d'Ilig Nasr, governava Yeti Su i Kashghària, però aquesta darrera li fou arrabassada pel seu cosí i rival Yusuf Kadir Khan i a mitjan segle Yeti Su i Kasghària van formar el nucli del kanat oriental dels karakhànides.
Durant un segle els karakhànides van estar enfrontats entre prínceps rivals; el seu llegat fou la introducció de l'islam a tota la regió; el 1130 va sorgir una nova potència, els kitan o khitai, budistes (protomongols o tungusos) coneguts a la Xina com a Liao Occidentals. Vers el 1140 el Gurkhan o sobirà dels khitai (kara khitai) tenia el seu campament (Khoson ordo = Campament fortificat) a la riba del Txu i s'havien imposat als musulmans als que eren hostils.
El 1209 l'aventurer naiman Kuchtlug o Kuchlug que es va acabar fent amb el poder al kanat kara khitai el 1210. El nou gurkhan es va servir de Yeti Su i la part oriental del Sirdarià com a base contra el xa de Coràsmia Ala al-Din Muhammad. El 1211 una forçs mogola mana per Kubilai Noyon va arribar al Yeti Su i per un moment va disputar la regió als naiman-khitai; però no fou fins al 1218 quan el general mongol Djebé Noyon va derrotar a Kuchlug i va ocupar Balasagun sense resistència, amb el suport dels musulmans que se sentien oprimits pels khitais. Així el Yeti Su no va patir depredacions dels mongols i l'economia local fou floreixen als segles xiii i xiv segons els testimonis dels viatges xinesos i occidentals. La ciutat principal fou Almaligh a la vall superior de l'Ili. La regió va quedar dins el kanat de Txagatai; els kans no es van fer musulmans fins a la meitat del segle XIV; s'han trobat cementiris cristians nestorians a Tomak i Pishpek, amb unes 600 pedres tombals amb inscripcions siríaques o (un nombre petit) en turc oriental; aquestes tombes estan datades entre 1186 i 1345. Durant el regnat del kan txagataïda Čangshi (1334-1338) hi havia missioners catòlics romans, que van construir algunes esglésies a Almaligh, i a la vora del Issik Kul i havia un monestir armeni. Però sota Tughluq Timur el kanat es va fer musulmà i els cristians van començar a ser perseguits i la seva religió es va acabar extingint. El Yeti Su fou teatre de les lluites entre els prínceps mongols que aspiraven al poder; el 1375 Tamerlà va envair el Mogolistan on regnava Kumar al-Din (o Qamar al-Din 1368-1392), un usurpador que després d'algunes campanyes fou expulsat i va fugir cap a les muntanyes Altai.
No gaire més tard van començar les incursions dels oirats mongols i budistes (anomenats calmucs pels musulmans) cap al Yeti Su, i van acabar penetrant fins a la regió del Sirdarià. Així durant el segle xv els xinesos ja no parlen de viles pròsperes a la regió, sinó d'unes terres habitades per nòmades.
A l'inici del segle xvi els kirguisos, una tribu turca pagana que vivia a la regió del Ienissei superior, es va desplaçar al sud cap al Yeti Su i més al sud; les amenaces dels oirats i els kirguisos contra Transoxiana van comportar atacs dels kans dughlat que dominaven el kanat de Mogulistan, especialment Mirza Muhammad Haydar Dughlat (1465-1480), germà de Saniz Mirza (1458-1465) i fill de Sayyid Ali de Kaixgar (vers 1433/1434-1457/1458) el fundador del poder dughlat. Abu Bakr Mirza, fill de Saniz, es va apoderar de Yarkand, Hotan i Kaixgar i va expulsar de la conca occidental del Tarim als seus oncles i al kan Yunus del Mogolistan, establint la seva capital a Yarkand on el 1499 va rebutjar un atac del kan de Mogolistan Ahmad Alak Khan (vers 1487-1503) que va arribar a ocupar per un moment Kaixgar (però no la va poder conservar); vers 1513/1514 va saquejar Aksu (Xinjiang) que dominaven els kans. Un nou intent el va fer el 1514 Sultan Said Khan; aquesta vegada Abu Bakr fou finalment eliminat. Sultan Said va entrar a Kaixgar i a punt de perdre Yarkand i Khotan, va abdicar en el seu fill gran Jahangir Mirza i va fugir a Ladakh. Tota la conca occidental del Tarim fins al Yeti Su al nord va passar als genguiskànides de Mogolistan, que les van conservar fins que van arribar els dzungars (oirats-calmucs) al segle XVII; aquestos al seu torn van dominar fins a la meitat del segle xviii. En una campanya entre 1755 i 1758 els oirats foren expulsats cap a l'oest, però els kirguisos i els kazakhs van quedar independents de fet al Yeti Su.
Al segle xix la zona depenia més o menys nominalment del kan de Kokand; els russos van envair el país (anomenat per ells Semirétxie) a la segona meitat del segle. Després de dominar a la Gran Horda Kazakh van començar la seva penetració a Kokand. A la regió es van fundar les fortaleses de Verny i Pishpek el 1854. La guerra de Crimea va aturar l'avanç que va seguir després. La frontera amb la Xina fou definida el 1864 i l'annexió de la regió li va permetre protegir el seu flanc per a l'any següent poder annexionar el kanat de Kokand el 1865. El 1867 el territori de Semirétxie fou incorporat al govern general del Turquestan dins l'Imperi Rus; el mateix any es van crear els cosacs de Semirétxie com a branca dels cosacs de Sibèria.

Oblast de Semirétxie 1899-1918

Semirétxie va romandre part del govern general del Turquestan fins al 1884 quan fou traspassat al nou govern de les Estepes; el 1899 va retornar al govern general del Turquestan. La província (oblast) de Semirétxie fou dividida en sis districtes amb capitals a Vyernyi o Verny (la capital de l'oblast, després Alma-Ata moderna Almati; Verny vol dir "La [vila] lleial"), Jarkent, Kopal, Pishpek, Przhevalsk i Sergiopol.
El 1906 la població era d'1.080.700 habitants; els kazakhs eren el 76%, els russos el 14%, i els tarantxis el 5,7%. La principal activitat era l'agricultura. Des de la construcció del Transsiberià i la guerra russo-japonesa de 1905 la població russa va augmentar sota el control del Departament d'Emigració de Sant Petersburg (Переселенческое Управление).
Després de la revolta a l'Àsia central (1916) i la revolució russa (1917), el govern provisional no va poder retenir el control de la regió; uns 2.500 colons russos foren assassinats pels kazakhs en una onada de violència al Yeti Su, el que va anar seguit de similars represàlies contra els nòmades dirigides pels soviets d'obrers, soldats de Taixkent i Verny. Entre 1918 i 1921 una sèrie de campanyes del general Mikhail Frunze va restaurar el control central ara en mans dels bolxevics. La província fou administrada per Vasile Balabanov sota el control del General Alexander Dutov fins que els bolxevics van agafar el poder el 1921, i Dutov i Balabanov van fugir a la Xina.
La ciutat de Pishpek fou rebatejada Frunze en honor del general comunista. El 1924 en el repartiment ètnic de l'Àsia central, el Semirétxie fou incorporat a la nova RSSA del Kazakhstan que el 1931 va esdevenir RSS. El 1938 l'RSSA Kirguís, en la qual hi havia la part sud del Semirétxie, va esdevenir igualment RSS. El nom de Semirétxie va desaparèixer de fet com entitat oficial passant a ser un nom històric. El 1991 les dues RSS van esdevenir estats independents. Els kazakhs han recuperat el seu nom pre-rus de Yeti Su, si bé la transcripció més habitual és ara la grafia kazakh Jetissú.